# Zürcher Museums-Bahn

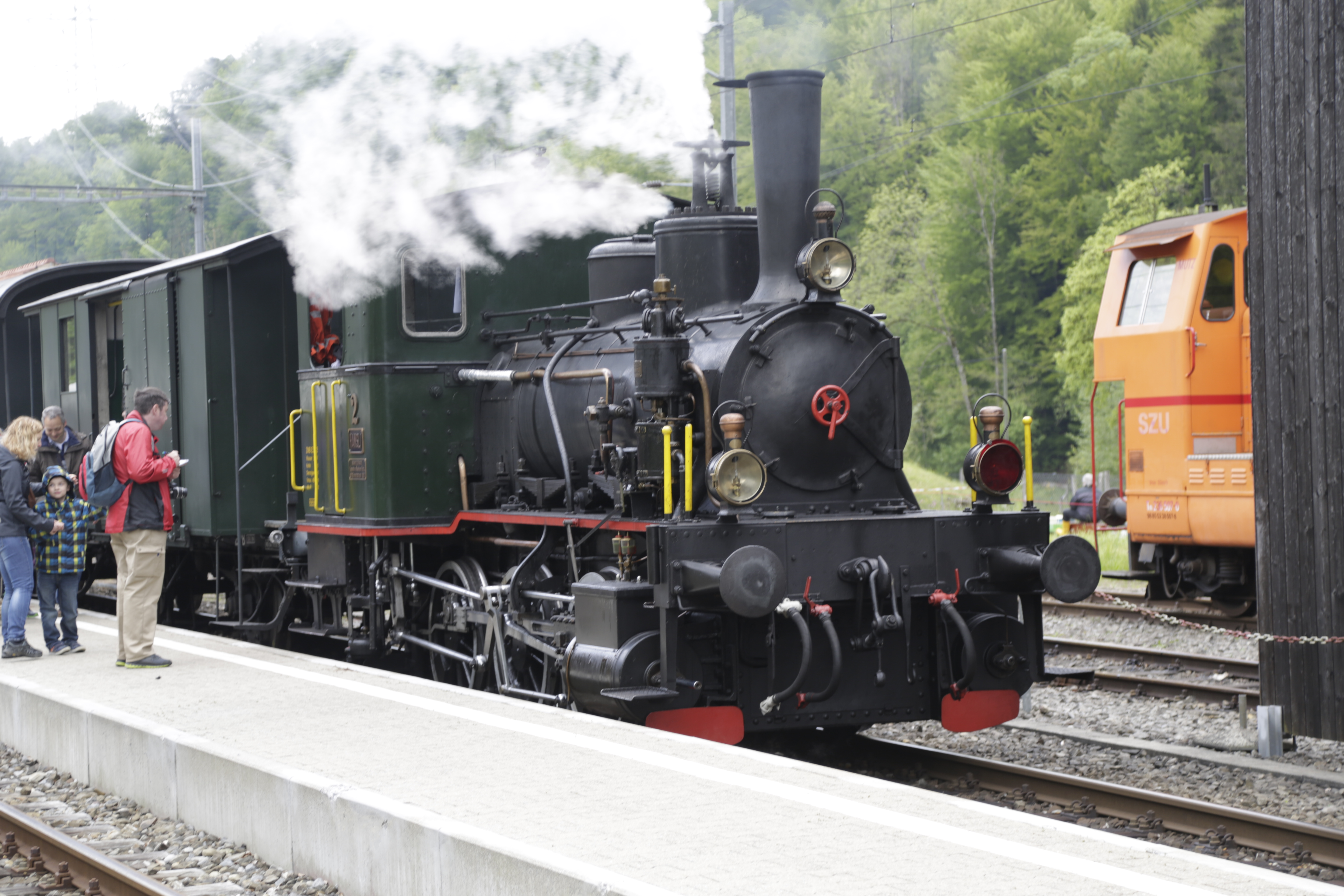
Dampflok Nummer 2 der Zürcher Museums-Bahn

Die Zürcher Museums-Bahn (ZMB) ist eine Museumsbahn, welche seit ihrer Gründung im Jahr 1996 mit ihren über 100-jährigen Dampflokomotiven auf dem normalspurigen Streckennetz der Sihltal-Zürich-Uetliberg-Bahn (SZU) zwischen Sihlbrugg Station und Zürich Wiedikon verkehrt. Nebst den Dampflokomotiven unterhält der gemeinnützige Verein schweizerischen Rechts auch zwei Elektrotriebwagen, zwei Dieseltraktoren, Personen- und Dienstwagen. Bis auf eine Ausnahme stammen alle Fahrzeuge von der früheren Sihltalbahn.

## Verein

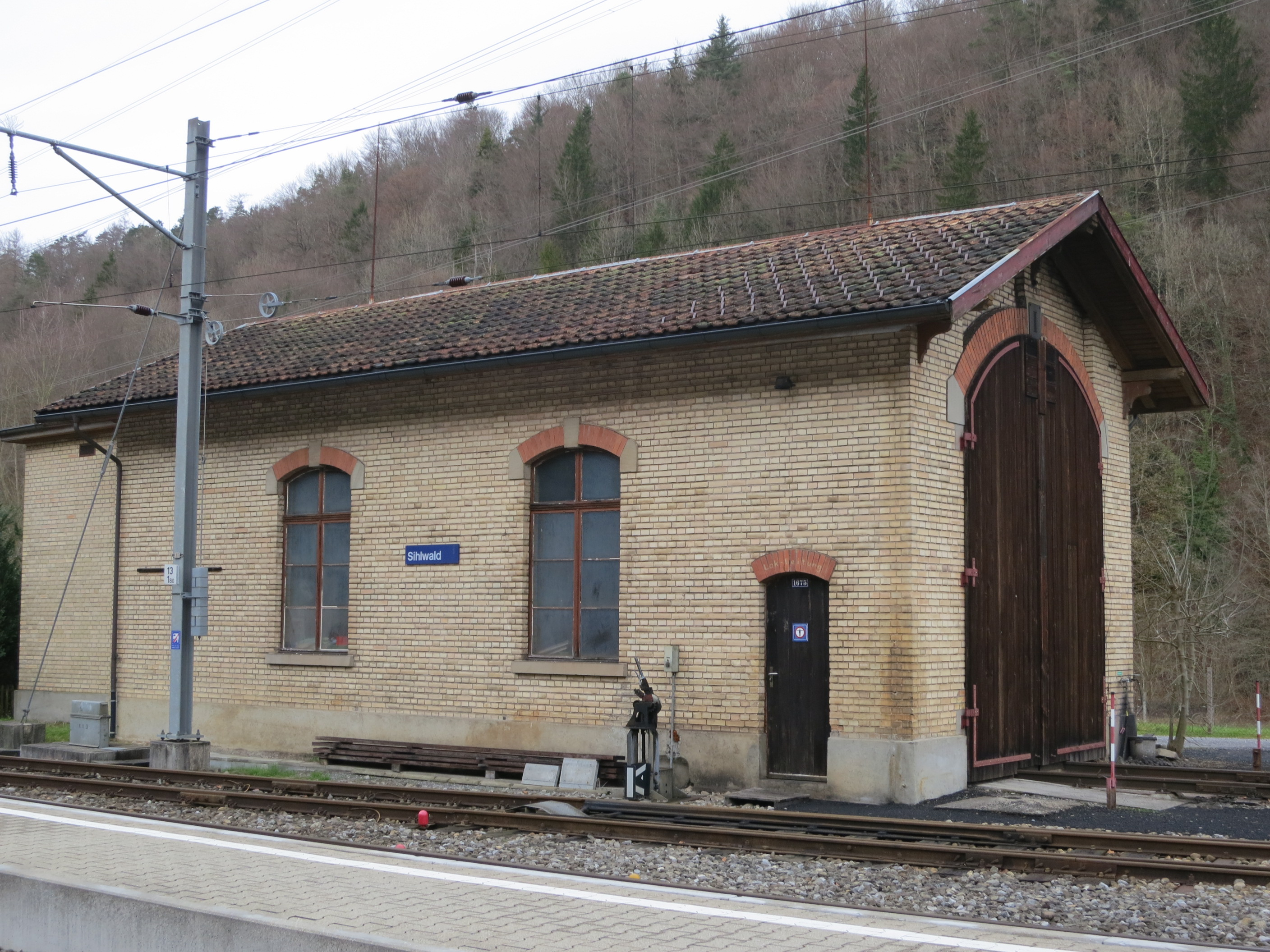
Lokremise in Sihlwald

Der Auslöser zur Gründung der ZMB war die drohende Verschrottung der letzten Dampflok im Sihltal, der Lokomotive Nummer 5 genannt «Schnaaggi-Schaaggi», Baujahr 1899. Das Geld für die notwendige Kesselrevision konnte die SZU nicht aufbringen. Zwei alte Personenwagen mit Baujahr 1927/1929 waren ebenfalls noch vorhanden. Um die Verschrottung zu verhindern, entwickelten die späteren ZMB-Gründungsmitglieder Heinrich Billeter und Ruedi Krauer, damals Oberlokomotivführer der SZU, 1995 ein Konzept das vorsah, einem Verein die alten Fahrzeuge, sowie die alten Remisen im Bahnhof Sihlwald in unentgeltlicher Gebrauchsleihe zu überlassen. Dieses Konzept, welches die Zustimmung der Geschäftsleitung der SZU fand, führte am 2. März 1996 zur Gründung der ZMB.
Die ZMB, konstituiert als Verein gemäss Artikel 60 ZGB, bezweckt die Sammlung, die Renovation und den Erhalt von historischen Schienenfahrzeugen, namentlich solcher der früheren Sihltalbahn, sowie den Erhalt historisch wertvoller Betriebsanlagen auf dem Streckennetz der SZU. Die ZMB verkehrt regelmässig im dichten Fahrplan der S4. Sie ist die einzige Museumsbahn der Schweiz, welche auf einem aktiven Streckennetz verkehrt. Die technische Verantwortung für das Rollmaterial liegt bei der SZU. Im Sihltal (Stammnetz) verkehrt die ZMB als Eisenbahnverkehrsunternehmen (EVU) SZU, ausserhalb als EVU TR Trans Rail; je nach Anlass und Strecke kann eine Fahrt auch als EVU Dampfbahn-Verein Zürcher Oberland durchgeführt werden.

## Strecken

### Stammstrecke mit den beiden Dampfloks
Die Stammstrecke der ZMB führt von Sihlbrugg nach Zürich Wiedikon. Extrafahrten werden mit Dampf von Wiedikon auf der Seestrecke über Thalwil, Horgen, Sihlbrugg und dann wieder ins Sihltal durchgeführt. Andere Strecken mit den Dampfloks zu befahren ist auf Grund der hohen Belegung der Trassen durch den öffentlichen Verkehr und der niedrigen Maximalgeschwindigkeit von rund 35 km/h nicht möglich.

### Weitere Strecken
Mit dem FCe 2/4 Nr. 84, Vmax 50 km/h, dem ältesten Normalspurtriebwagen der Schweiz mit Holzaufbau, können Fahrten in der Region Zürich durchgeführt werden. Das jüngste Fahrzeug der ZMB, der BDe 4/4 Nr. 92 kann dank seiner Maximalgeschwindigkeit von 70 km/h in der gesamten Schweiz fahren. Auch Fahrten ins benachbarte Ausland sind möglich. So fuhr der Triebwagen im Jahre 2013 bis Übelbach in der Steiermark.

## Fahrten

### Öffentliche Fahrten
Ziel der ZMB ist es, die Zeitzeugen der Eisenbahngeschichte zu pflegen, instand zu halten und einer breiten Öffentlichkeit zugänglich zu machen. Die öffentlichen Fahrten beginnen im Bahnhof Sihlwald mit folgenden Haltestellen: Langnau-Gattikon, Zürich Leimbach, Saalsporthalle sowie Bahnhof Wiedikon. In Wiedikon umfährt die Dampflok den Zug und fährt wieder das Sihltal hinauf bis nach Sihlbrugg und anschliessend wieder zum Bahnhof Sihlwald. Es finden, regelmässig am letzten Sonntag im Monat von April bis Oktober, jeweils zwei Fahrten Sihlwald – Zürich Wiedikon – Sihlbrugg – Sihlwald statt.

### Spezialanlässe
Darüber hinaus bietet die ZMB öffentliche Fahrten zu speziellen Anlässen an:
- Jedes Jahr am Ostersonntag findet eine «Fahrt zum Osterhasen» im Sihlwald statt, inklusive organisiertem Eiersuchen.
- Zweimal im Jahr werden Nostalgierundfahrten organisiert: Start mit dem Dampfschiff in Zürich, Weiterfahrt mit einem historischen Postauto sowie die Rückfahrt mit dem Dampfzug der ZMB.
- Samichlausfahrt: Fahrt zum Bahnhof Sihlwald, wo der Samichlaus und der Schmutzli auf die Kinder warten

### Spezialfahrten
Alle Fahrzeuge der ZMB können auch für private Ausflüge und Anlässe gemietet werden: Dampffahrten im Sihltal und rund um den Zimmerberg, mit dem älteren Triebwagen FCe Nr. 84 in der Region Zürich und mit dem BDe Nr. 92 auf dem gesamten Schweizerischen Streckennetz.

### Weitere Aktivitäten
Die ZMB bietet auch eisenbahnspezifische Ausbildungen an. Als einer der wenigen Eisenbahnvereine in der Schweiz bietet sie zur Deckung des eigenen Personalbedarfs geeigneten Anwärtern die Möglichkeit, in enger Zusammenarbeit mit der SZU eine Ausbildung/Prüfung zum Rangierlokführer A40 zu absolvieren und nachher im Bahnhof Sihlwald den Rangierverkehr als Lokführer/Rangierleiter abzuwickeln. Geeignete Interessenten haben auch die Möglichkeit, sich zum Zugbegleiter/Zugchef ausbilden zu lassen und die entsprechenden Prüfungen zu absolvieren.

## Fahrzeuge

### Dampfloks

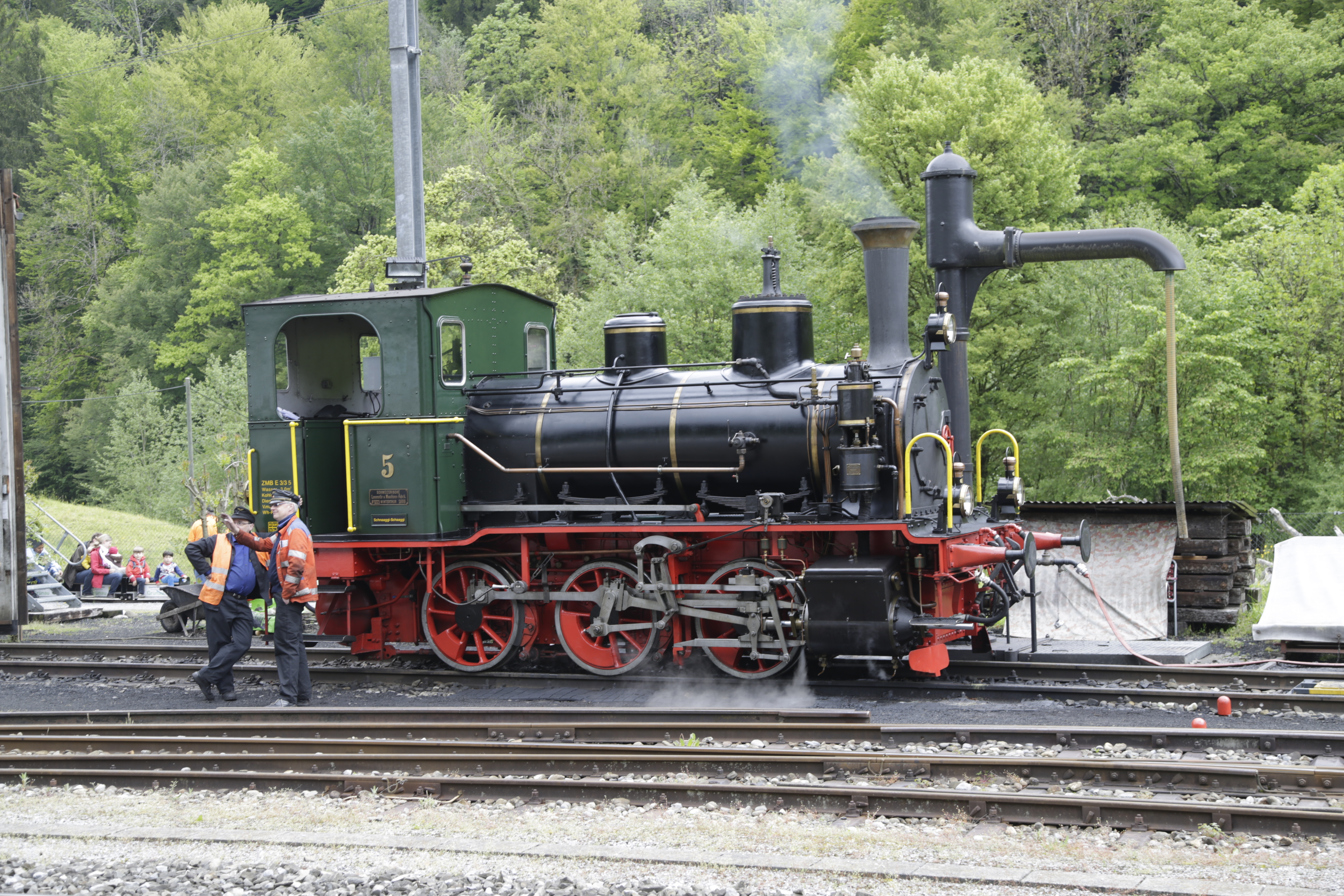
Dampflok Nr. 5 der Museumsbahn

- E 3/3 Nr. 5 «Schnaaggi-Schaaggi»: Baujahr 1899, Erbauer SLM. Der erste Wortteil des Namens bezieht sich auf die doch langsame «kriechende» Geschwindigkeit der Lok: «Schnaaggen» bedeutet im Schweizerdeutschen «auf den Knien kriechen». «Schaaggi» ist der Schweizerdeutsche Jakob (von frz. Jacques).
- E 3/3 Nr. 2 «Hansli»: Baujahr 1893, Erbauer: SLM Winterthur. Der Name erinnert an den ehemaligen Eigentümer der Dampflok, Hans Arnold, Le Bouveret.

Diese beiden Dampfloks werden für die öffentlichen Fahrten sowie Fahrten in der engeren Umgebung genutzt. Fährt der «Schnaaggi-Schaaggi» an den öffentlichen Fahrten, führt er die ganze Zugskombination alleine. Kommt «Hansli» zum Einsatz, unterstützt der historische Triebwagen FCe 2/4 Nr. 84 die Zugskombination am anderen Zugsende.

### Elektrische Triebfahrzeuge

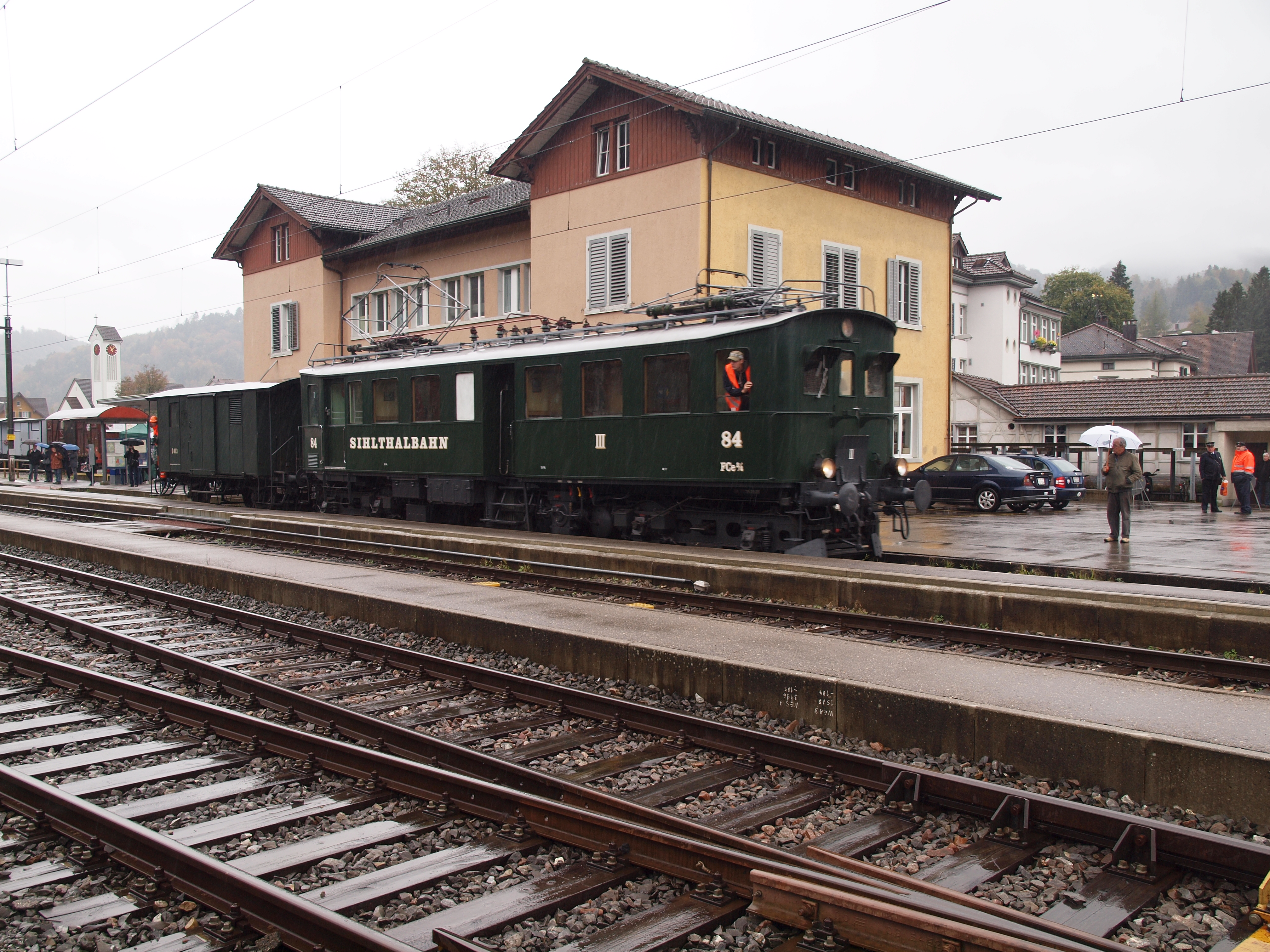
FCe 2/4 Nr. 84 in Bauma

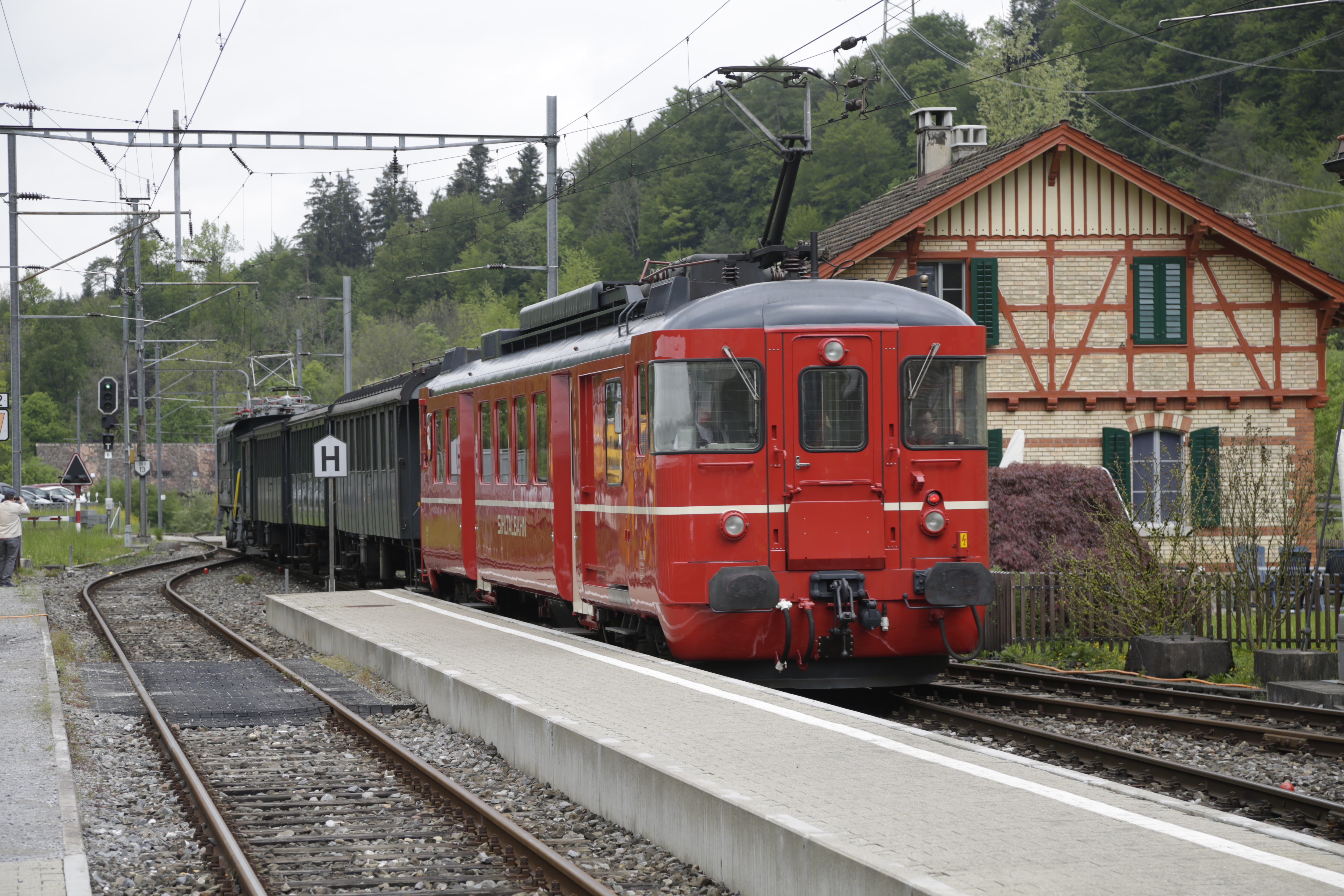
BDe 4/4 bei der Einfahrt in den Bahnhof Sihlwald

- FCe 2/4 Nr. 84: Baujahr 1924, Erbauer: SWS/MFO
- BDe 4/4 Nr. 92: Baujahr 1968, Erbauer: SWS/BBC

Diese beiden Triebwagen werden für Spezialfahrten in der Region respektive auf dem gesamten Schweizerischen Normalspurnetz genutzt.

### Dieselfahrzeuge
- Tm 2/2 Nr. 10, Baujahr 1949 Erbauer: RACO Mercedes (ehemals SBB Tm 536, 1980 von SZU gekauft)
- Em 2/2 Nr. 7 «Mutz», Baujahr 1961, Erbauer: SIG/ BBC/Saurer

Der Tm 2/2 Nr. 10 wird insbesondere für das Rangieren der Dampfloks im Bahnhof Sihlwald genutzt. Für schwere Rangieraufgaben eignet sich vor allem der «Mutz», der auch oft für Ausbildungsfahrten innerhalb des Vereins, aber auch von privaten Firmen eingesetzt wird.

### Personenwagen
- C22, Baujahr 1892, Erbauer: SIG
- C68, Baujahr 1927/1929, Erbauer: SIG
- C69, Baujahr 1927/1929, Erbauer: SIG

Die Personenwagen werden auch heute noch für die Personenbeförderung, vor allem für die öffentlichen Fahrten, genutzt.

### Spezialwagen

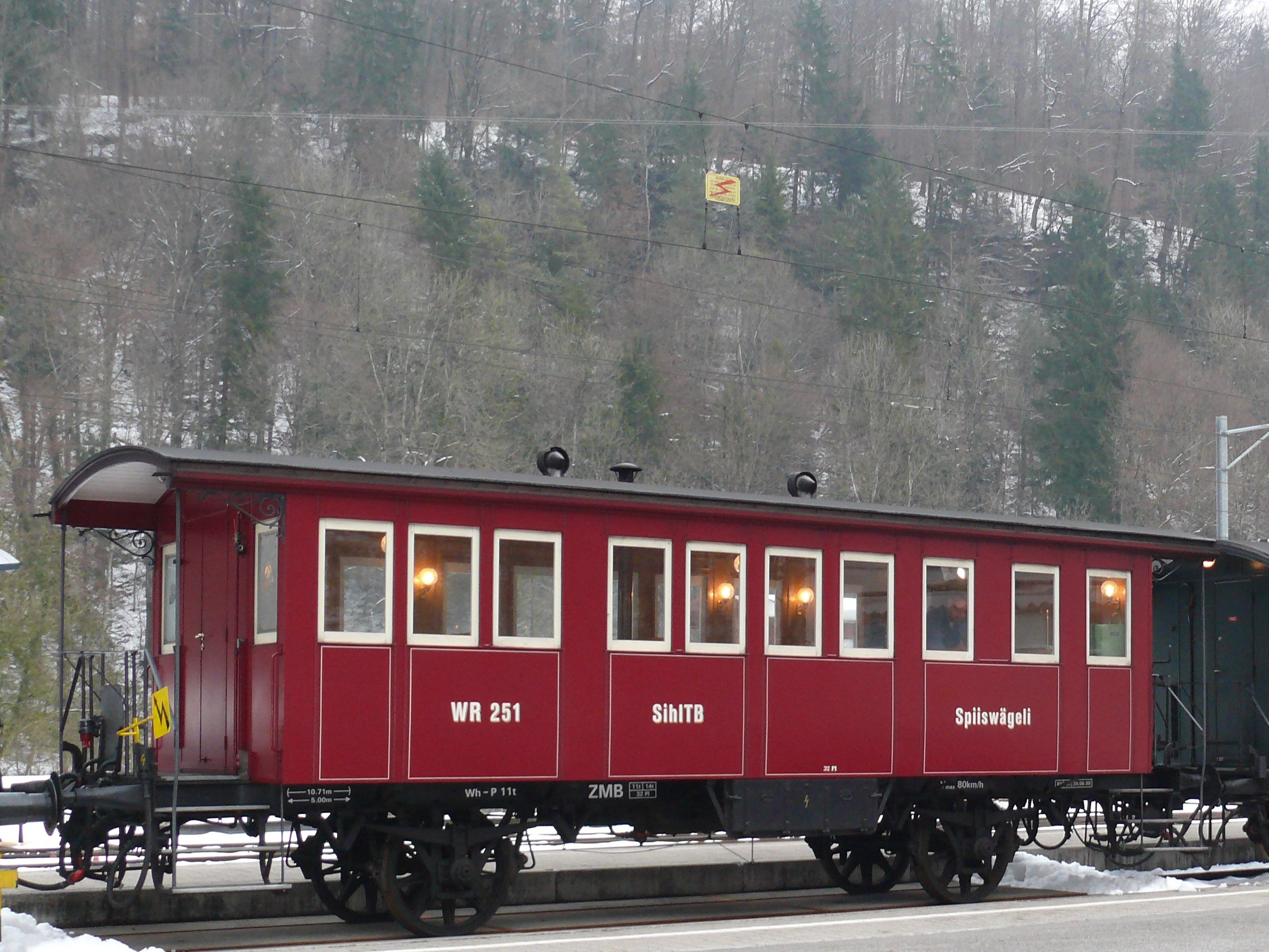
1999 renoviertes «Spiiswägeli»

- WR 251 («Spiiswägeli» (dt. Speisewägelchen)), Baujahr 1893 (Restaurierung 1999), Erbauer: SIG
- Fz 54 («Chuchiwagen» (dt. Küchenwagen)), Baujahr 1898 (Restaurierung 2001)
- D 403 («Packwagen»), Baujahr 1891 (Restaurierung 2001); Dauerleihgabe der SOB, der ehemalige Generatorwagen des Oswald Steam Train (einziger Nicht-Sihltaler im Museumsbestand)

Das «Spiiswägeli» ist der Speisewagen der ZMB. Den Gästen wird auf der Fahrt zwischen Sihlwald und Zürich Wiedikon und Sihlbrugg ein Menü serviert. Die ZMB ist heute die einzige Bahn der Schweiz, die im Zug noch frisch Speisen zubereitet. Das geschieht im «Chuchiwagen» vor und während der Fahrt. Der «Packwagen» dient generell als Stauraum auf den Fahrten, beispielsweise für den Transport von Kinderwagen oder von Wasser für die Dampfloks.